# IFK Tidaholm
IFK Tidaholm, bildad 1907 som Göta BK, är en idrottsförening i Tidaholm. Klubben bedrev en gång i tiden bland annat ishockey 1950-1977 och handboll 1941-1972 i föreningen, men detta dog så småningom ut och kvar finns nu bara fotbollssektionen. Sportgymnastik bedrevs från starten och fram till åren kring 1930. Från starten och fram till ungefär 1950 bedrivs även friidrott, där klubbens mest framgångsrike var Eric Backman som tog fyra OS-medaljer 1920.
På 1940-talet spelade IFK två säsonger i division två, den näst högsta serien. Säsongen 1944/45 blev det en fjärdeplats. Serien vanns av Tidaholms G&IF som fick spela allsvenskt kval mot Jönköping.
Säsongen efter blev IFK nia och åkte ur serien, med samma poäng som åttan Karlstad BK. Så nära nytt kontrakt var det. TG&IF blev tvåa den här säsongen. På 40-talet spelades det alltså fyra derbyn i Tidaholm i fotbollens näst högsta serie.   
2006 spelade IFK Tidaholm i division III, högre hade man inte lyckats de närmast föregående åren, utan istället huserat i mitten av division 4 norra.
Inför 2010 års säsong tappade IFK en av sina bästa spelare, anfallaren Dennis Bergström, till Tibro AIK i division 3. Dessutom drabbades man av en stor spelarflykt till kringliggande klubbar och truppen tunnades ut.